# Jesús Herrera Jaime
 Jesús Herrera Jaime  (4 de abril de 1995) es un jugador profesional de voleibol cubano, que juega en la posición Opuesto en el Sir Safety Perugia de la Serie A1 italiana.

## Palmarés

### Selección nacional
Copa Panamericana:
- 2019, 2022[1]
- 2018

Juegos Panamericanos:
- 2019

### Clubes
- Copa ACLAV (1)  : 2018

- Supercopa de Argentina (1)  : 2019

- Copa de Francia (1)  : 2021

- Supercopa de Francia (1)  : 2021

- Supercopa de Italia (1) : 2022

- Copa Mundial de Clubes (1) : 2022